# Anarchy in the UK: Live at the 76 Club
Anarchy In The Uk: Live At 76' Club es el primer álbum en vivo de la banda Punk Rock Sex Pistols en el que toca el bajo Glen Matlock.

## Listado de temas
1. Anarchy in the U.K.
2. I Wanna Be Me
3. Im' Lazy Sod (Seventeen)
4. New York
5. (Dont Give Me) No Lip, Child
6. (I'm Not Your) Steppin' Stone
7. Satellite
8. Submission
9. Liar
10. Substitute
11. No Feelings
12. No Fun
13. Pretty Vacant
14. PA Trouble
15. Problems

- Datos: Q262114